# Diosa Canales
Dioshaily Rosfer Canales Gil (El Tigre, Anzoátegui Veneçuela, 11 de gener de 1986) més coneguda pel seu nom artístic Diosa Canales, és una cantant, actriu, model i vedette veneçolana, coneguda particularment pel twit-cam nua que va fer en 2011 que la va dur a ser anomenada per la premsa com «La Bomba Sexy de Venezuela», a més de ser la portada diverses ocasions, de la revista Playboy de Mèxic i del seu país natal.
Canales s'ha emmarcat en la indústria musical, amb temes com «La Falda (Tanga, Tanga, Tanga)», «Rompe el celofán» i més recentment «En cuerpo y alma», número u a Record Report i recentment «Mi todo».
Actualment es troba detinguda per la justícia veneçolana, a causa d'una denúncia de violència de gènere.

## Biografia

### Inicis
Canales va néixer en El Tigre, Municipi Simón Rodríguez, a l'estat Anzoátegui. Va començar la seva carrera com a vedette a l'edat de 16 anys, després que van ser publicades fotos casolanes de la intèrpret nua en la seva localitat.
També va participar com a ballarina en l'orquestra fundada pel seu pare Los Celestiales. Temps després es trasllada a la ciutat de Caracas, capital de Veneçuela, per participar en la seva faceta com a actriu i model.

## Carrera artística

### 2008—2010: participació en televisió i inicis musicals
Canales va participar en diversos programes de televisió, sent els més importants "Cásate y verás" i "¡A que te ríes!" del canal veneçolà Venevisión i a RCTV va estar en el programa Loco Video Loco, interpretant a una sexy netejadora de reixes. En 2010, va llançar el seu primer tema promocional, el qual seria una nova versió del clàssic «Tu boquita» de la Banda R-15.

### 2011—2014: Twitcam, portada a Playboy i llibre
A començaments del mes de juny de 2011, Diosa va publicar en el seu compte de Twitter que realitzaria un twitcam per a un concurs patrocinat per un mitjà local i aquest mateix dia es va despullar davant una audiència de més 30.000 espectadors. Aquest fet li va donar ressonància en els principals mitjans de premsa i televisió del país, on alguns la van qualificar com «La Bomba Sexy de Venezuela». Més tard va posar nua per a l'edició d'agost de la revista Playboy de Veneçuela.
Posteriorment va promocionar el swu tema titulat «La Falda (Tanga, Tanga, Tanga)», a més d'un altre tema en col·laboració amb MicBabyJ anomenat «Rompe el celofán», amb el que va visitar algunes ciutats veneçolanes com La Asunción, Barinas, Maracaibo i fins i tot fora del país com la ciutat de Miami, com a part de la seva promoció musical.
Diosa també va iniciar la seva faceta com a escriptora, ja que al desembre de 2011, va publicar el seu llibre «Confesiones: Soy tu Diosa». i a començaments de 2012, va tenir una participació estelar en la telenovel·la de Venevisión El árbol de Gabriel. A més, Canales va tornar com a portada de la revista Playboy Veneçuela al maig de 2012, l'edició del qual va tenir dos formats de portades, sent aquesta la segona vegada que participa en la versió veneçolana d'aquesta revista.
En 2014, va llançar un nou tema promocional «En cuerpo y alma», escrit pel cantant i compositor Yigal Di Clementi i sota la producció de Raziel. La cançó «segons l'artista» es troba dins del gènere de la cumbia electrònica. Va aconseguir amb ella la primera posició del top musical Record Report de Veneçuela.

### 2015—present: problemes amb la justícia
A la fi de 2015, es torna a despullar per a Playboy de Veneçuela, però aquesta vegada al costat del seu espòs Sigiloso i estrena el videoclip de «Mi todo».
A principis de maig de 2016, Diosa i el seu espòs van ser detinguts a la ciutat de Valencia, estat de Carabobo, per la denúncia presentada per la seva sogra Ramona Solange Mota Romero, qui va ser víctima de violència de gènere. Aquest procediment va ser notificat a la Fiscal 2 Anahis Vargas, qui els presentarà davant el respectiu Jutge de Control.

## Controvèrsia
Alguns critiquen la posada en escena de la cantant, mentre que uns altres feliciten a la intèrpret per aventurar-se al mercat sexual usant les xarxes socials com a plataforma de llançament, arribant al punt de «posar-se de moda».

## Vida personal
Diosa Canales es va casar l'11 de gener de 2015, amb el ciclista i raper José Roberto Rojas (Sigiloso).

## Discografia
| Àlbums d'estudi - 2013: En Cuerpo y Alma | Senzills - «Tu boquita» - «La Falda (Tanga, Tanga, Tanga)» - «Rompe el celofán» - «Provoca» - «En cuerpo y alma» - «Mi todo» (amb Sigiloso) |